# Rua Riachuelo

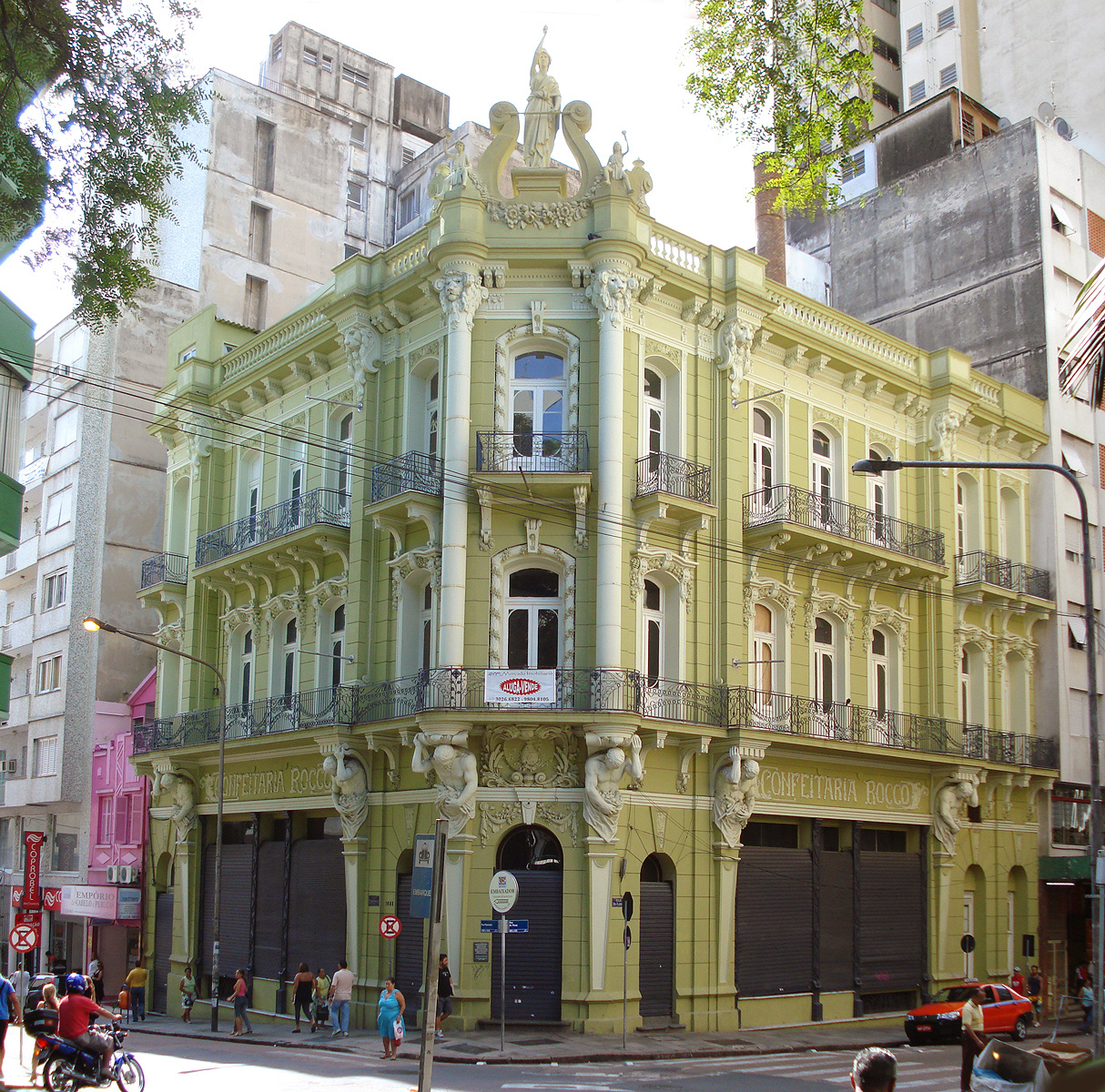
Palacete Rocco, localizado na Rua Riachuelo 1618, esquina com Rua Dr. Flores

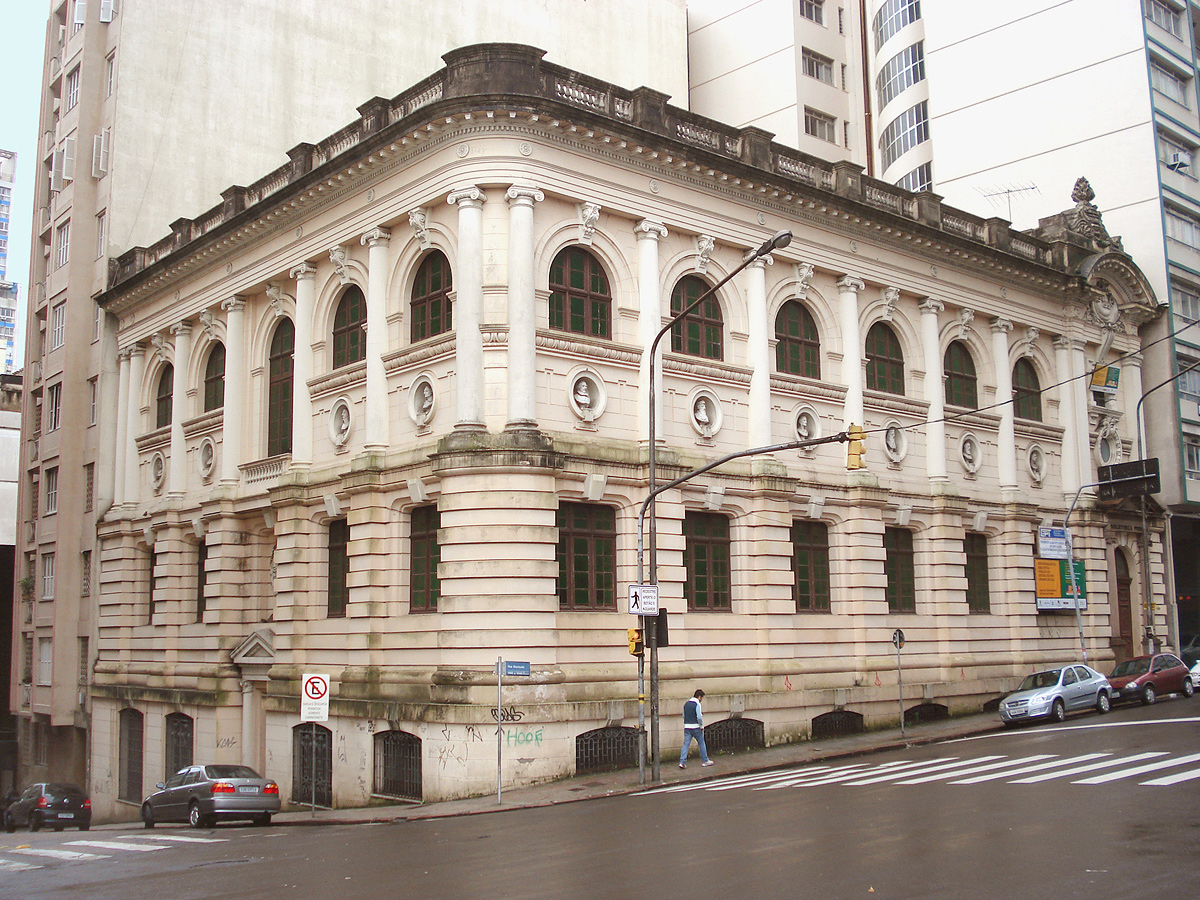
Biblioteca Pública do RS, localizada na Rua Riachuelo 1190, esquina com Rua General Câmara

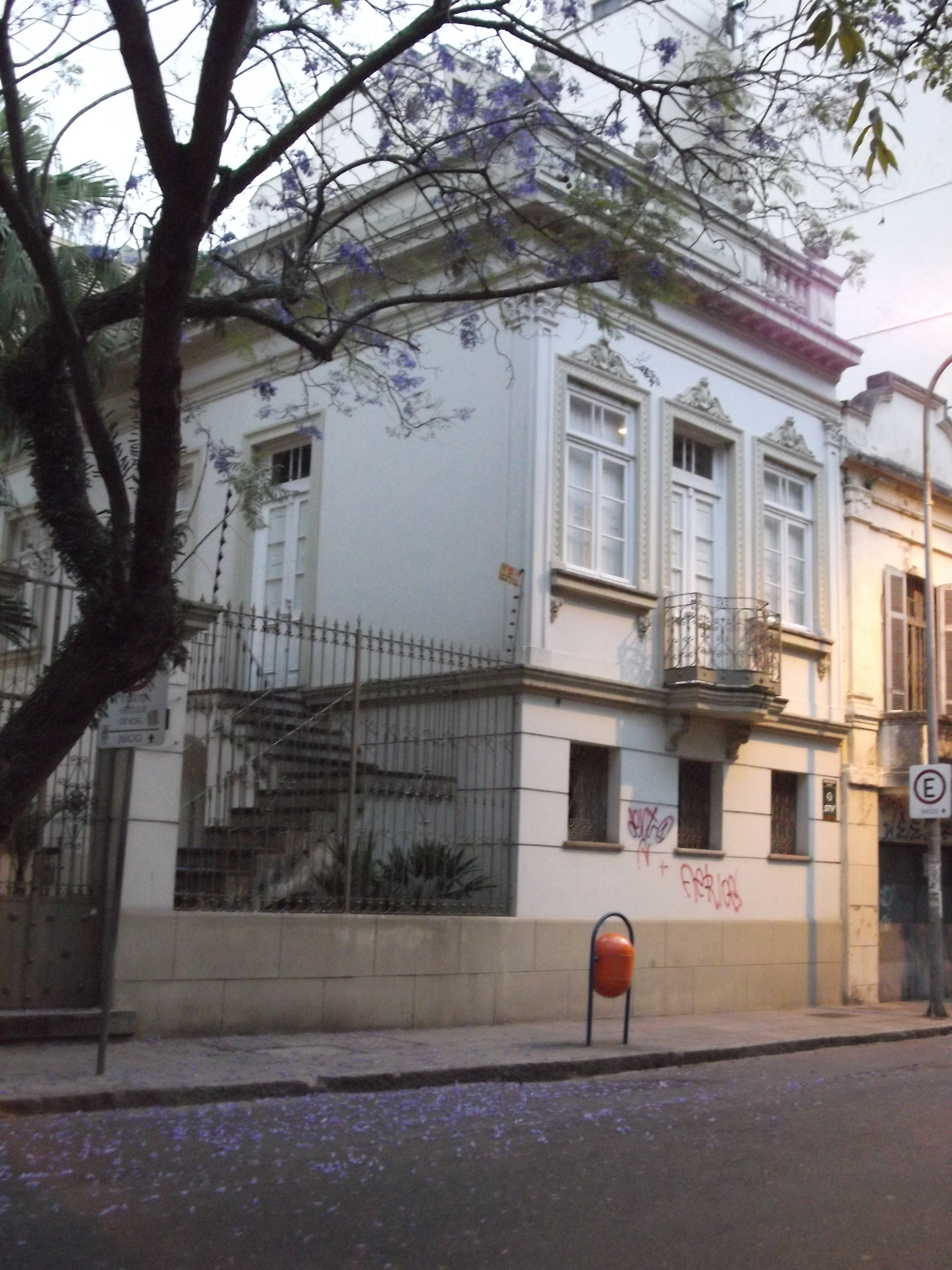
Solar Coruja, à Rua Riachuelo 525

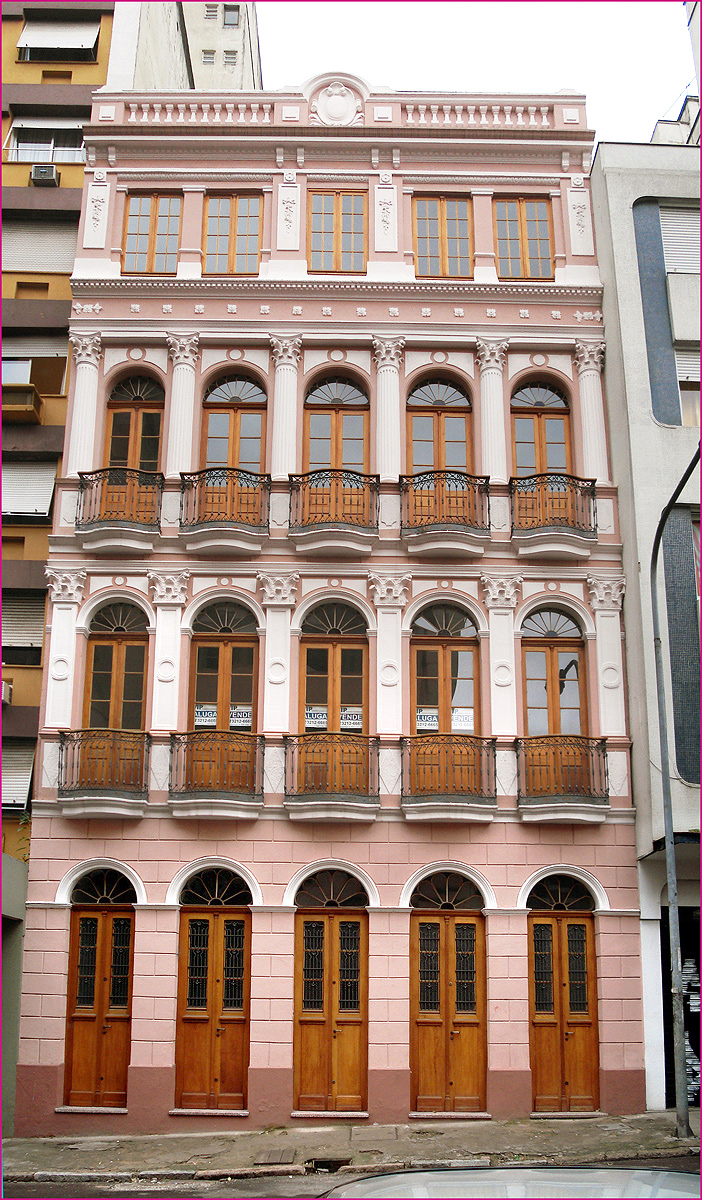
Fachada do edifício à Rua Riachuelo 933

A Rua Riachuelo é uma via pública da cidade de Porto Alegre, no estado brasileiro do Rio Grande do Sul. Localizada no centro histórico de Porto Alegre, inicia na Rua General Salustiano e termina na Rua Doutor Flores, em frente à Praça Conde de Porto Alegre.

## Histórico
É uma das ruas mais antigas da cidade, traçada no primeiro plano da vila, elaborado pelo capitão Alexandre Montanha. Da Rua da Ladeira (atual Rua General Câmara) até a Praia do Arsenal era conhecida como Rua do Cotovelo, devido ao seu traçado que configurava um grande cotovelo, atrás do Theatro São Pedro. Da Ladeira até a Praça do Portão (atual Praça Conde de Porto Alegre) era conhecida como Rua da Ponte, devido à existência de uma ponte na esquina com a Avenida Borges de Medeiros.
O trecho conhecido como Rua da Ponte possuía sérios problemas de alagamento, tanto que em 1830 um vereador propôs que fossem executados os serviços nas ruas que precisavam ser desaterradas, para possibilitar o aterro das que necessitavam, tais como a Rua do Poço e a Rua da Ponte. Para isso, sugeriu ao governo provincial que fizesse uso dos serviços dos condenados a galés.
Na Rua do Cotovelo, o maior entrave era a existência de uma pedreira na esquina com a Rua Clara (atual Rua João Manoel), que ali permaneceu por onze anos, de 1833 a 1844, quando finalmente foi quebrada.
Em 1843, na ocasião do emplacamento das ruas, a via passou a ser chamada unicamente de Rua da Ponte. Essa designação foi alterada em 1865 para Rua do Riachuelo, em homenagem à vitória naval brasileira sobre a esquadra paraguaia, a batalha naval do Riachuelo.
A Rua Riachuelo abrigou algumas residências nobres, entre elas a primeira casa de Porto Alegre a ter vidraças, motivo de grande inquietação da população acostumada a esconder o interior de suas casas. Nesta casa residiram o Manuel Marques de Sousa, o conde de Porto Alegre e Francisco Pedro Buarque de Abreu, o barão do Jacuí. Em 1886, a União Telefônica se instalou na esquina da Rua General Câmara onde mais tarde foi construído o prédio da biblioteca pública.
A estatística predial de 1892 registrou o denso povoamento da rua, típico da zona central, totalizando 349 prédios, sendo que 270 eram térreos, 44 sobrados e 35 assobradados.

## Atrações
As atrações da Rua Riachuelo são:
- o Palacete Rocco, na esquina da Rua Doutor Flores, considerado um dos prédios mais elegantes de Porto Alegre[2]
- o prédio da Biblioteca Pública do Estado, um dos maiores ícones da arquitetura positivista do governo de Borges de Medeiros[2]
- o Solar Coruja, um prédio centenário, erguido em 1906, atualmente um bar e espaço de arte e cultura[3]
- o Edifício à rua Riachuelo 933, um dos raros remanescentes da arquitetura colonial residencial com fachada eclética na cidade, datado das últimas décadas do século XIX.
- a Casa Ferreira de Azevedo, um dos únicos palacetes (senão o único), remanescentes do primeiro traçado da vila, que segue em pé.

### Referência bibliográfica
- Franco, Sérgio da Costa. Guia Histórico de Porto Alegre. Porto Alegre: Editora da Universidade (UFRGS)/Prefeitura Municipal, 1992